# Eulasia regeli
Eulasia regeli är en skalbaggsart som beskrevs av Ernst Ballion 1878. Eulasia regeli ingår i släktet Eulasia och familjen Glaphyridae. Inga underarter finns listade i Catalogue of Life.